# Francisco Javier Chavolla Ramos

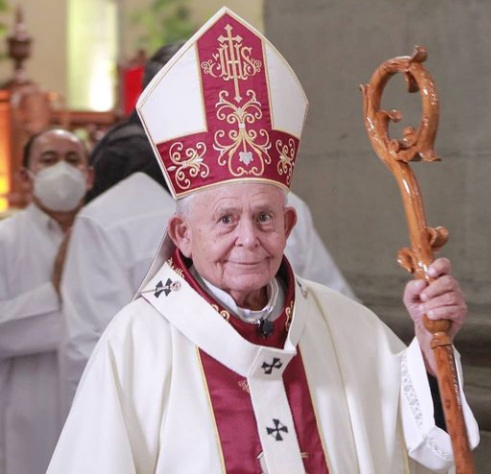
Francisco Javier Chavolla Ramos, 2021

Francisco Javier Chavolla Ramos (* 3. Juni 1946 in Autlán de la Grana) ist ein mexikanischer Geistlicher und emeritierter römisch-katholischer Erzbischof von Toluca.

## Leben
Francisco Javier Chavolla Ramos empfing am 10. Dezember 1972 die Priesterweihe für das Bistum Tijuana.
Papst Johannes Paul II. ernannte ihn am 1. Juni 1991 zum Bischof von Matamoros. Die Bischofsweihe spendete ihm der Apostolische Nuntius in Mexiko, Girolamo Prigione, am 16. Juli desselben Jahres; Mitkonsekratoren waren Adolfo Antonio Suárez Rivera, Erzbischof von Monterrey, und Emilio Carlos Berlie Belaunzarán, Bischof von Tijuana.
Am 27. Dezember 2003 wurde er zum Bischof von Toluca ernannt und am 12. Februar des nächsten Jahres in das Amt eingeführt. Mit der Erhebung des Bistums Toluca zum Erzbistum am 28. September 2019 durch Papst Franziskus wurde er zu dessen erstem Erzbischof ernannt. Die Amtseinführung als Metropolit fand am 18. November desselben Jahres statt.
Am 19. März 2022 nahm Papst Franziskus seinen altersbedingten Rücktritt an.